# Cerkiew Zmartwychwstania Pańskiego w Suzdalu
Cerkiew Zmartwychwstania Pańskiego – prawosławna cerkiew w Suzdalu.
Świątynia została wzniesiona w 1720 w typowym dla osiemnastowiecznej ziemi włodzimierskiej i suzdalskiej stylu. Zastąpiła wcześniejszą cerkiew zniszczoną w 1719 przez pożar. Ze względu na usytuowanie przy głównym placu handlowym Suzdala określana jest jako „cerkiew na targu”.
Budynek jest niemal pozbawiony dekoracji zewnętrznej, oprócz otaczającego ją poniżej poziomu dachu fryzu. Całość malowana jest na biało, zwieńczona pojedynczą cebulastą kopułą. Do głównej, sześciennej bryły obiektu przylega absyda. W bezpośrednim sąsiedztwie cerkwi wzniesiona została dzwonnica; początkowo nieznacznych rozmiarów, następnie kilkakrotnie rozbudowana, z hełmem i wieżą-iglicą. W odróżnieniu od świątyni, dzwonnica posiada dekorację zewnętrzną w postaci kolorowych kafelków.
Z cerkwią Zmartwychwstania Pańskiego sąsiaduje cerkiew Kazańskiej Ikony Matki Bożej.